# Osmanlı Műdafaa-ı Hukûk-ı Nisvan Cemiyeti

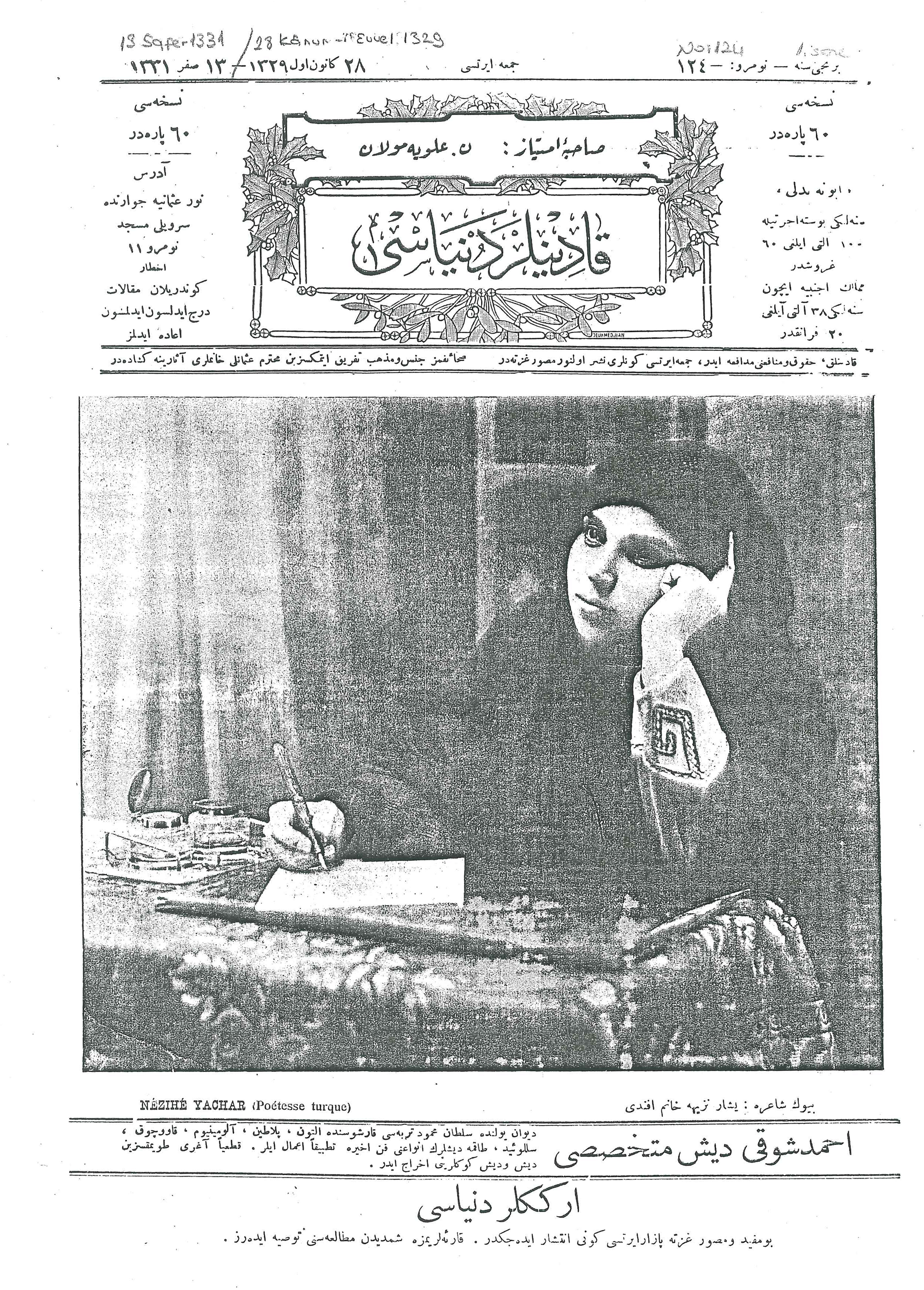
Kadınlar Dűnyası

Osmanlı Műdafaa-ı Hukûk-ı Nisvan Cemiyeti ("Föreningen För Försvaret av Osmanska Kvinnors Rättigheter"), var en turkisk organisation för kvinnors rättigheter, grundad 1913.

## Bakgrund
Kvinnofrågor började debatteras i Osmanska riket under andra hälften av 1800-talet, när de västinfluerade tanzimatpolitiken introducerade flera moderniseringsreformer som indirekt också gav kvinnor mer frihet. Flickskolor grundades där kvinnor även var verksamma som lärare, och en kvinnopress med kvinnotidningar utkom. Någon aktiv kvinnorörelse uppkom dock inte i Osmanska riket eftersom kvinnor inte hade möjlighet att grunda politiska föreningar. 

## Verksamhet
Först efter revolutionen 1908 blev det möjligt att grunda politiska organisationer, och därefter uppkom de första kvinnoföreningarna, bland dem Osmanska Kvinnors Anställningsförening och Sade Giyinen Hanımlar Cemiyeti, som verkade för kvinnors rätt att arbeta och för en dräktreform. Nisvan Cemiyeti blev den mest betydande av dessa föreningar. Den grundades av Nuriye Ulviye Mevlan Civelek.
Organisationens syfte var att verka för reformer i kvinnors rättigheter. Den förespråkade en reformerad och mer jämställd familjelagstiftning, kvinnors rätt att utbilda sig och arbeta, deras rätt att delta i samhällslivet sida vid sida med män istället för att leva i harem, och uppmuntrade kvinnor att ersätta de heltäckande slöjorna med bara en enkel huvudduk, som visade ansiktet. 
Organisationen verkade främst genom sitt tidningsorgan, Kadınlar Dűnyası, som startade 17 april 1913 och utgavs varje vecka till 1921 (med avbrott under kriget 1914–1918). Tidningen ägdes av Ulviyye Mevlân Hanım och dess redaktör var Emine Seher Hanım. Tidningen förde fram organisationens reformkrav, ledde informationskampanjer och hjälpte kvinnor att organisera sig. 
Den var den första muslimska tidning som publicerade fotografier av kvinnor, vilket var mycket radikalt i ett muslimskt land där avbilder av människor över huvud taget var en känslig fråga och av kvinnor ännu mer. De fotograferade kvinnorna var främst tidningens medverkande och andra medlemmar i föreningen: de tillhörde en liten bildad elit som klädde sig västerländskt, och framträdde på bilderna obeslöjade. Genom sin tidning framförde föreningen sina mål och en laglig reform av kvinnors rättigheter och skapade ett informationsnätverk bland kvinnor. 
Tidningens personal bestod enbart av kvinnor, bland dem Ulviyye Mevlân, Aziz Haydar, Belkıs Şevket, Műkerrem Belkıs och Nimet Cemil Hanımlar. De förde fram att kvinnor behandlades som andra klassens medborgare, inte åtnjöt lika rättigheter inom äktenskapet, var ekonomiskt beroende av män och förtrycktes inte bara av lag utan av normer. De ifrågasatte också arrangerade äktenskap. En kampanj de drev för högre utbildning för kvinnor resulterade i att kvinnor 1914 antogs vid universitetet Inas Darülfünunu.

## Efterspel
Med införandet av den turkiska republiken 1923 förändrades förutsättningarna för den turkiska kvinnorörelsen, som omorganiserade sig i kvinnopartiet Kadinlar Halk Firkast ('Kvinnors Folkparti'); eftersom partiet var illegalt omvandlades det dock 1924 till rösträttsföreningen Türk Kadinlar Birligi ('Turkiska Kvinnors Union'), som verkade för rösträtt för kvinnor. 
Kemal Ataturk tillgodosåg kvinnors basrättigheter genom tre stora reformer i sin samhällsmodernisering: genom att införa den schweiziska familjelagstiftningen 1926; genom att inkludera kvinnor i det statliga skolsystemet; och genom införandet av rösträtten 1934. När dessa reformer var införde upplöste Türk Kadinlar Birligi 1935 sig självt, då de ansåg att deras krav hade blivit mötta. 
Den turkiska kvinnorörelsen förklarade sig sedan lojalt med Kemals rörelse och sammansmälte med denna. En självständig kvinnorörelse återuppstod inte i Turkiet förrän på 1980-talet. 